# Mistrzostwa Polski w Skokach Narciarskich 1995
70. Mistrzostwa Polski w Skokach Narciarskich – zawody o mistrzostwo Polski w skokach narciarskich, które odbyły się w dniach 16 lutego-1 kwietnia 1995 roku na skoczni Salmopol w Szczyrku i Wielkiej Krokwi w Zakopanem.
W konkursie indywidualnym na skoczni normalnej zwyciężył Wojciech Skupień, srebrny medal zdobył Adam Małysz, a brązowy – Robert Mateja. Na dużym obiekcie najlepszy okazał się Małysz przed Skupieniem i Mateją.
Konkurs drużynowy na normalnej skoczni wygrał zespół KS Wisła Wisła w składzie: Mariusz Wantulok, Aleksander Bojda i Adam Małysz.

## Wyniki

### Konkurs drużynowy na normalnej skoczni (Szczyrk, 16.02.1995)
| Miejsce | Klub                 | Zawodnik                     | Nota zespołu |
| ------- | -------------------- | ---------------------------- | ------------ |
| 1.      | KS Wisła Wisła       | Mariusz Wantulok             | 537,5        |
| 1.      | KS Wisła Wisła       | Aleksander Bojda             | 537,5        |
| 1.      | KS Wisła Wisła       | Adam Małysz                  | 537,5        |
| 2.      | WKS Zakopane I       | Stefan Habas                 | 503,5        |
| 2.      | WKS Zakopane I       | Stanisław Styrczula          | 503,5        |
| 2.      | WKS Zakopane I       | Bartłomiej Gąsienica-Sieczka | 503,5        |
| 3.      | BBTS Bielsko-Biała   | Jacek Pawlak                 | 472,5        |
| 3.      | BBTS Bielsko-Biała   | Marek Gwóźdź                 | 472,5        |
| 3.      | BBTS Bielsko-Biała   | Mirosław Grzybowski          | 472,5        |
| 4.      | TS Wisła Zakopane I  | Robert Zygmuntowicz          | 464,5        |
| 4.      | TS Wisła Zakopane I  | Władysław Styrczula          | 464,5        |
| 4.      | TS Wisła Zakopane I  | Robert Mateja                | 464,5        |
| 5.      | Start Zakopane       | Marcin Sitarz                | 458,0        |
| 5.      | Start Zakopane       | Krystian Długopolski         | 458,0        |
| 5.      | Start Zakopane       | Wojciech Skupień             | 458,0        |
| 6.      | WKS Zakopane II      | Maciej Rapacz                | 398,0        |
| 6.      | WKS Zakopane II      | Andrzej Młynarczyk           | 398,0        |
| 6.      | WKS Zakopane II      | Andrzej Karpiel              | 398,0        |
| 7.      | TS Wisła Zakopane II | Maciej Mroczkowski           | 352,0        |
| 7.      | TS Wisła Zakopane II | Krzysztof Mroczkowski        | 352,0        |
| 7.      | TS Wisła Zakopane II | Krzysztof Bafia              | 352,0        |
| 8.      | LKS Klimczok Bystra  | Bartłomiej Nikiel            | 329,0        |
| 8.      | LKS Klimczok Bystra  | Przemysław Kruczek           | 329,0        |
| 8.      | LKS Klimczok Bystra  | Łukasz Kruczek               | 329,0        |

W konkursie wzięło udział 10 zespołów.

### Konkurs indywidualny na normalnej skoczni (Szczyrk, 18.02.1995)
| Miejsce | Zawodnik                     | Klub               | Skok 1 | Skok 2 | Punkty |
| ------- | ---------------------------- | ------------------ | ------ | ------ | ------ |
| 1.      | Wojciech Skupień             | Start Zakopane     | 81,5   | 77,0   | 202,0  |
| 2.      | Adam Małysz                  | KS Wisła Wisła     | 85,0   | 84,0   | 200,5  |
| 3.      | Robert Mateja                | TS Wisła Zakopane  | 79,0   | 77,0   | 197,5  |
| 4.      | Bartłomiej Gąsienica-Sieczka | WKS Zakopane       | 74,0   | 73,5   | 182,5  |
| 5.      | Andrzej Młynarczyk           | WKS Zakopane       | 69,5   | 74,5   | 173,5  |
| 6.      | Marek Gwóźdź                 | BBTS Bielsko-Biała | 74,0   | 69,5   | 172,5  |
| 7.      | Aleksander Bojda             | KS Wisła Wisła     | 74,5   | 64,5   | 161,5  |
| 8.      | Stefan Habas                 | WKS Zakopane       | 71,0   | 65,5   | 158,0  |

W konkursie wzięło udział 30 zawodników.

### Konkurs indywidualny na dużej skoczni (Zakopane, 01.04.1995)
| Miejsce | Zawodnik            | Klub                | Skok 1 | Skok 2 | Punkty |
| ------- | ------------------- | ------------------- | ------ | ------ | ------ |
| 1.      | Adam Małysz         | KS Wisła Wisła      | 124,0  | 124,0  | 263,8  |
| 2.      | Wojciech Skupień    | Start Zakopane      | 122,0  | 123,5  | 258,3  |
| 3.      | Robert Mateja       | TS Wisła Zakopane   | 100,5  | 86,0   | 143,6  |
| 4.      | Aleksander Bojda    | KS Wisła Wisła      | 94,5   | 89,5   | 142,6  |
| 5.      | Marek Gwóźdź        | BBTS Bielsko-Biała  | 93,5   | 91,0   | 141,0  |
| 6.      | Mirosław Grzybowski | BBTS Bielsko-Biała  | 89,0   | 86,5   | 122,3  |
| 7.      | Stefan Habas        | WKS Zakopane        | 87,0   | 82,5   | 113,5  |
| 8.      | Łukasz Kruczek      | LKS Klimczok Bystra | 88,0   | 80,0   | 106,3  |

W konkursie wzięło udział 23 zawodników.